# Lorenzo de Cardenas
Lorenzo Gaspare Matteo de Cardenas (Valenza, 27 novembre 1791 – Valenza, 18 agosto 1863) è stato un politico italiano.
Fu senatore del regno di Sardegna e poi del regno d'Italia